# Голубев, Владимир Борисович
Влади́мир Бори́сович Го́лубев (25 сентября 1931 года, Москва — 15 апреля 2011 года, Москва) — советский и российский учёный, доктор химических наук, профессор кафедры высокомолекулярных соединений Химического факультета Московского государственного университета имени М. В. Ломоносова. Основал новое направление в химии полимеров — изучение механизмов полимеризации с помощью метода спиновых ловушек.

## Биография
Владимир Борисович Голубев родился в Москве 25 сентября 1931 года.
В 1950 году он поступил на химический факультет МГУ. В 1955 году с отличием окончил университет и поступил в аспирантуру. Уже в аспирантуре В. Б. Голубев начал исследования в области электронного парамагнитного резонанса.
В ноябре 1958 года, окончив аспирантуру, В. Б. Голубев начал свою трудовую деятельность на кафедре физической химии: работал учебным мастером в лаборатории катализа и газовой электрохимии. В 1959 году в составе делегации ЦК ВЛКСМ посещал Польшу. В мае 1959 года был переведён на должность младшего научного сотрудника. В 1966 г. защитил кандидатскую диссертацию по специальности «физическая химия».
С июня 1967 года работал на кафедре высокомолекулярных соединений старшим научным сотрудником. 5 июня 1971 года был назначен заведующим лабораторией физических методов исследования полимеров.
В 1987 году В. Б. Голубев защитил докторскую диссертацию защитил докторскую диссертацию по специальности «химия высокомолекулярных соединений». В 1989 году решением ГК СССР по народному образованию В. Б. Голубеву было присуждено учёное звание профессора.
В 1987 году В. Б. Голубев сменил В. П. Зубова на должности заведующего лабораторией полимеризационных процессов и сохранял за собой полномочия после перевода в 1997 году на должность главного научного сотрудника. В 2005 году в силу возраста ушёл с этого поста, продолжив работать главным научным сотрудником лаборатории.
В. Б. Голубев ушёл из жизни 15 апреля 2011 года в возрасте 79 лет.

## Научная деятельность
В. Б. Голубев опубликовал более 200 работ по химии полимеров. Он был членом учёного и диссертационного советов химического факультета МГУ.
Владимир Борисович Голубев — один из первых российских учёных, использовавших метод ЭПР для анализа кинетики и механизма процессов одного из основных методов получения полимеров — радикальной гомо- и сополимеризации. Он самостоятельно сделал в лаборатории радиоспектрометр, с помощью которого проводились исследования в этой области. Большое количество работ было написано о чередующейся сополимеризации.
В ходе исследований было обнаружено и изучено явление радикальной полимеризации чистых мономеров по механизму «живых цепей» и явление «безобрывной» радикальной полимеризации, предложены кинетические модели для описания процессов. В это же время под руководством В. Б. Голубева проводились исследования в области постполимеризации.
В. Б. Голубев изучал полимеризацию различных органических веществ: бутилметакрилата, метилметакрилата, стирола и многих других соединений. Он занимался проблемами обратимого ингибирования в радикальной полимеризации, в частности, в присутствии нитроксильных радикалов и TEMPO. Исследовались механизмы полимеризационных процессов и природу активных центров окисных катализаторов. Цикл работ был посвящён фронтальной полимеризации и полимеризации в присутствии инифертеров.
Под руководством В. Б. Голубева исследовались механизмы радикальных процессов методом спиновой ловушки. Он принимал участие в разработке проблемы природы и количественного определения активных центров алюмосиликатных катализаторов.
В. Б. Голубев руководил кандидатскими диссертациями; в частности, одна из них была связана с радикальной полимеризацией в присутствии иниферетров, другая — с синтезом сополимеров стирола с алкилакрилатами. Также под его руководством была защищена докторская диссертация, рассматривающая вопросы полимеризации по механизму обратимой передачи цепи.

## Педагогическая деятельность
В. Б. Голубев вёл семинары и практические занятия для студентов химического факультета. Для студентов, аспирантов, сотрудников факультета им читались такие курсы, как «ЭПР и его применение в химии», «Применение метода ЭПР для исследования полимеров», «Метод ЭПР в химии высокомолекулярных соединений» (спецкурс). Им была разработана практическая задача по электронному парамагнитному резонансу, относившаяся тогда к физико-химическому практикуму. Также он является одним из авторов и разработчиков спецпрактикума кафедры высокомолекулярных соединений на химическом факультете МГУ.
Вклад В. Б. Голубева в химическое образование в России включает в себя проведение и развитие Международных Менделеевских олимпиад школьников по химии. Он также читал лекции для абитуриентов университета.

## Общественная и политическая деятельность
В период обучения В. Б. Голубев был комсоргом группы, секретарём курсового бюро ВЛКСМ, членом факультетского бюро ВЛКСМ.
В аспирантуре был членом университетского комитета ВЛКСМ. С первым студенческим отрядом ездил на целину (1956 год).
Уже будучи научным сотрудником МГУ, В. Б. Голубев являлся комсоргом лаборатории катализа и газовой электрохимии, был ответственным редактором газеты «Наука и студент». После назначения заведующим лабораторией он продолжал работу в газете «Советский химик», вёл лекционную работу в обществе «Знание».
В 1968 году за работу по коммунистическому воспитанию молодёжи В. Б. Голубев был награждён почётной грамотой ЦК ВЛКСМ.
По инициативе В. Б. Голубева на факультете проводились походы студентов и сотрудников по местам разгрома фашистских войск под Москвой; сам Голубев являлся бессменным руководителем этих походов.
Являлся членом некоммерческого партнёрства «Содействие химическому и экологическому образованию».

## Награды и звания
- Медаль «Ветеран труда» (1985)
- Медаль «В память 850-летия Москвы» (1997)
- «Заслуженный научный сотрудник Московского университета» (2001)
- «Заслуженный работник высшей школы РФ» (2005)
- Премия «МАИК-интерпериодика» (2011 и 2013)[25]

## Семья
У В. Б. Голубева и его жены Галины Алексеевны Голубевой (1932 г. р.) было двое детей: сын Андрей Владимирович (1957 г. р.) и дочь Елена Владимировна (1962 г. р.).

## Личные качества
В. Б. Голубева описывают как человека с высокой эрудицией и энциклопедическими знаниями, учёного с пытливым умом и неутомимым энтузиазмом в отношении своей деятельности, а также как ответственного и обаятельного руководителя.
Его главным хобби была фотография, которой он занимался и на работе (для научных целей), и во время отдыха или поездок. Его мастерски сделанные фотографии часто публиковались в факультетской стенгазете «Советский химик». В архиве химического факультета хранятся цветные фото, сделанные им в начале 1950-х гг. во время строительства нового здания МГУ.
Фотографии коллег, сделанные Владимиром Борисовичем, представлены на сайте кафедры ВМС.